# Kenya Post Office Savings Bank
O Post Office Savings Bank do Quênia, conhecido como Postbank, é um Banco de Poupança no Quênia . Diferente de outros bancos comerciais no Quênia, licenciados e regulamentados pelo Banco Central do Quênia, o PostBank é regulamentado pela Lei 493B da Lei do Banco de Poupança dos Correios do Quênia . Isso fornece uma característica única em que a receita de juros auferida pelos depositantes é isenta de imposto.

## História
O Postbank foi criado em 1910, para que os africanos economizassem na então África Oriental Britânica, as contas da rupia da África Oriental. Em 1931, a instituição oferecia serviços semelhantes na África Oriental e era possível usar sua conta de qualquer lugar do Quênia, Tanzânia e Uganda. Isso continuou até a dissolução da Comunidade da África Oriental em 1977, após a qual o Banco concentrou sua atenção no mercado queniano. Em 2010, o banco comemorou 100 anos de existência, mostrando suas realizações ao longo dos anos .
O banco é um agente da MoneyGram, Western Union e Ria Money Transfer e oferece serviços de agência bancária para o NIC Bank Group e o Chase Bank.

## Propriedade
Desde de dezembro de 2013, o Postbank é de propriedade integral do Governo do Quênia e se reporta ao Tesouro Nacional.
A governança do banco é composta pelo Conselho de Administração e pelo escritório do Diretor Geral, apoiado por uma Diretoria e departamentos. O banco é de propriedade integral do governo do Quênia e se reporta ao Ministério das Finanças. O governo é representado no conselho de administração pelo pelo Secretário do Gabinete.